# The Rascals
The Rascals lub The Young Rascals – amerykańska grupa rockowa założona w 1964 i rozwiązana w 1972. Zespół The Rascal reprezentował gatunek biały soul (blue-eyed soul) i był obok The Righteous Brothers i Mitcha Rydera pierwszym, a spośród tych najwybitniejszym, łączącym elementy czarnej muzyki soul z białym rock and rollem spopularyzowanym przez brytyjską inwazję. W muzyce grupy słychać także wpływy jazzu, rocka psychodelicznego i latynoskiego. Największymi przebojami grupy były „Good Lovin', How Can I Be Sure, Groovin” i „People Got to Be Free”. Grupa rozpadła się w wyniku odejścia z niej kluczowych muzyków.
W 1997 grupa The Rascals została wprowadzona do Rock and Roll Hall of Fame.

## Skład
- David Brigati śpiew
- Eddie Brigati śpiew
- Felix Cavaliere instrumenty klawiszowe, śpiew
- Gene Cornish gitara
- Dino Danelli perkusja
- Howard „Buzz” Feiten gitara
- Robert Popwell gitara basowa
- Chuck Rainey gitara, gitara basowa
- Annie Sutton śpiew

## Dyskografia
- The Young Rascals (1966)
- Collections (1967)
- Groovin'  (1967)
- Once Upon a Dream (1968)
- Freedom Suite (1969)
- See (1969)
- Search and Nearness (1971)
- Peaceful World (1971)
- The Island of Real (1972)